# Вейшнорія
Вейшнорія (біл. Вейшнорыя (Viejšnoryja), рос. Вейшнория) — віртуальна держава, що відповідно до легенди військових навчань «Захід-2017» є умовним супротивником союзу Росії та Білорусі. З 29—30 серпня 2017 року «органи влади» Вейшнорії представлені в Інтернеті.

## Легенда навчань «Захід-2017»

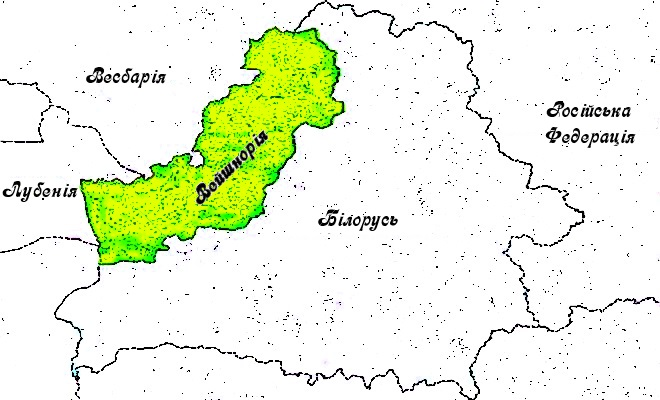
Мапа легенди навчань «Запад-2017»

Навчання мають статус стратегічних — моделювання повноцінної війни. 12 липня на форумі ОБСЄ у Відні заступник начальника Генерального штабу Збройних сил Білорусі генерал-майор Павло Муравейко частково розкрив сценарій проведення навчань.
Згідно зі сценарієм на навчаннях «Захід-2017» буде розроблена модель конфлікту між «Північними» (Білорусь і Росія) і «Західними» (коаліція трьох держав-агресорів: Вейшнорії, Весбарії та Лубенії).
Згідно з картою, Лубенія збігається з так званим Сувалкським коридором, що відділяє Білорусь від Калінінградської області (напівексклаву, котрим володіє Росія), тобто охоплює територію північно-східної частини Польщі та південно-західної частини Литви. Умовна «Весбарія» займає територію західної Литви та центральної Латвії.
За сценарієм, «Західні» намагаються розколоти союз Білорусі та Росії, погіршити соціально-економічну ситуацію в першій, домогтися там зміни керівництва і, використовуючи все це, захопити частину Білорусі та створити там державу під назвою «Вейшнорія». Після чого «Західні» збираються ввести свої війська на територію всієї країни. «Північні», відповідно, мають цим планам протистояти.

## Назва і територія

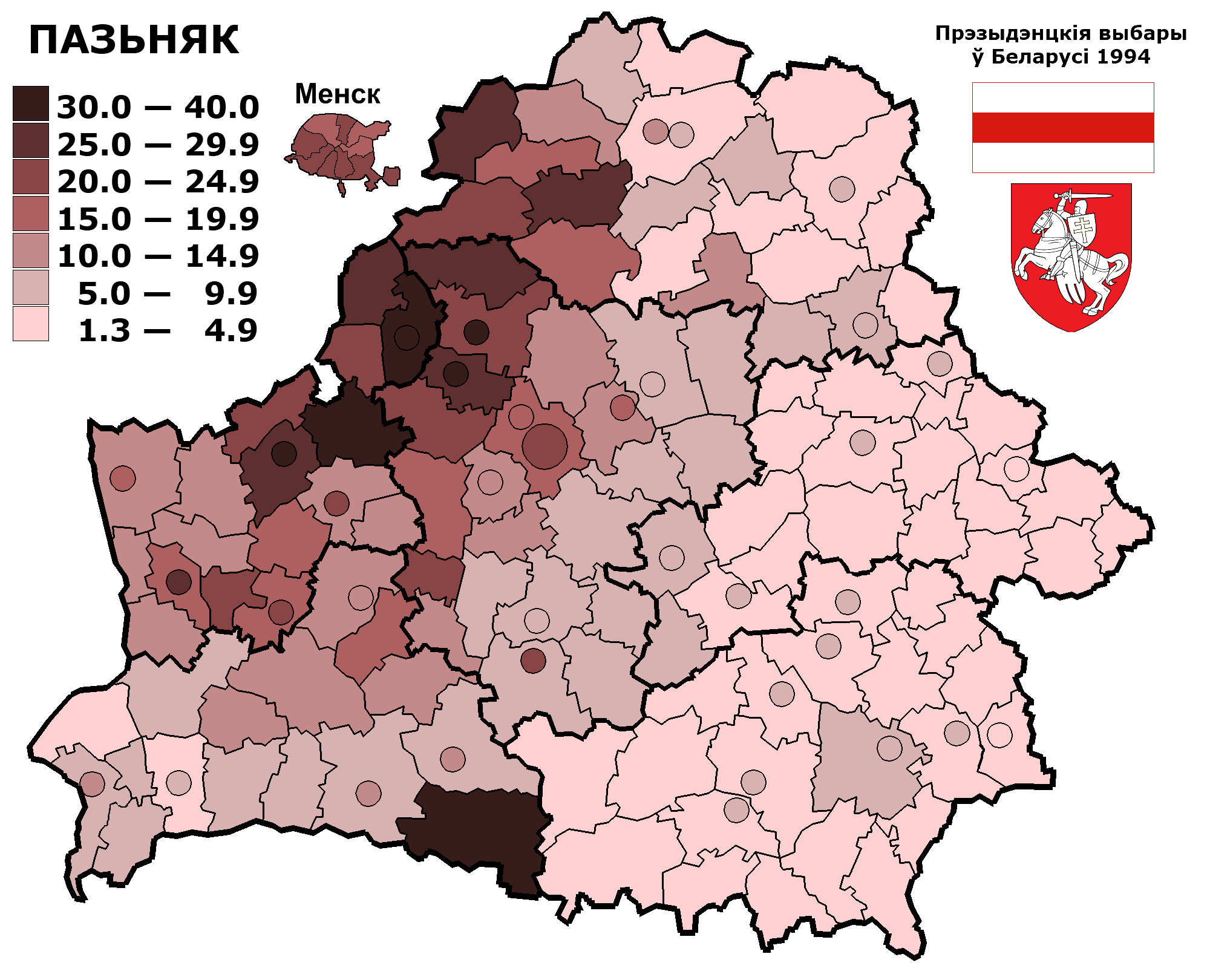
Результати Зенона Позняка на виборах президента 1994 року

Назва «Вейшнорія» походить від балтського імені Вейшнор (у литовців «Vaišnoras», у середньовічних прусів «Waisnor») — «той, хто охоче пригощає». В Ошмянському районі Гродненської області Білорусі є села Великі Войшнаришкі та Малі Войшнаришкі. На півночі Литви (у Шяуляйському та Йонішкіському повітах) є села Войшнорай (Vaišnoriai). В Інтернеті зустрічаються дві версії написання назви держави — Вейшнорія і Вайшнорія.
Вейшнорія охоплює територію більшої частини Гродненської та північно-західних частин Мінської та Вітебської областей. Кордон Вейшнорії з рештою Білорусі значною мірою збігається з кордоном між Польщею та СРСР у 1920—1939 роках, тобто до поділу Польщі Третім Рейхом та Радянським Союзом відповідно до пакту Молотова — Ріббентропа.
За словами відомого журналіста і блогера Дениса Казанського, раніше в Білорусі не було окремої назви для цього регіону, котрий, (як і Західна Україна), в минулому перебував у складі Польщі:

| «Не було своєї Галичини. А тепер вигадана Вейшнорія може заповнити цю прогалину». |
Також територія Вейшнорії збігається з територією, де під час виборів президента Білорусі 1994 року великий відсоток виборців проголосував за прозахідного політика Зенона Позняка, лідера Білоруського Народного Фронту (білоруський аналог Народного руху України). Крім того, в цій частині Білорусі проживає найбільше людей, які розмовляють білоруською мовою, а також це райони Білорусі з великою часткою католицького населення.

## Реакція
На думку історика Олександра Пашкевича, шеф-редактора журналу «Arche. Початок», назва «Вейшнорія» може закріпитися, як жартівлива, за північно-західною частиною Білорусі:

| «Я-то не здивуюся, якщо за місяць навчань ця божевільна „Вейшнорія“ навіть і закріпиться для неформального жартівливого визначення регіону Білорусі з переважанням або значною часткою в структурі місцевого населення католиків. Адже раніше, здається, усуспільненої назви для його лаконічного визначення у нас і не існувало». |
Письменник Вінцесь Мудров вважає, що резонанс навколо вигаданої держави розпалює сепаратистські настрої:

| «Історія з „Вейшнорією“, яка заполонила інформаційну стрічку, це ніщо інше, як умисне розпалювання сепаратистських настроїв в країні. Адже серед „вейшнорців“ явно знайдуться ті, хто тримається міцно за ідею поділу зазначеної території і створення там незалежної країни, вектор розвитку якої буде спрямований на Захід». |
Гродненський журналіст Андрій Пачобут пише:

| «Вейшнорія — ще той анекдот, але є щось злобно-збочене в тому, з якою легкістю генерали оголосили одну частину країни ворогом іншій частині… У будь-якому випадку це мені не подобається». |
Журналіст і блогер Денис Казанський:

| «Це виглядає так, якби Київ і Москва проводили в Україні спільні маневри проти Волині чи Галичини.»Оригінальний текст (рос.) «Выглядит это примерно как если бы в Украине сегодня проходили совместные с РФ военные учения против Волыни или Галичины[13].» |
Політолог Павло Усов зазначив:

| «Білоруські воєначальники, самі того не підозрюючи, запустили інформаційну реакцію, яка швидше за все, призведе до створення віртуальної державності Вейшнорії. Людям треба ж у щось грати. А гра у Вейшнорію може стати дуже цікавою і стане політичним мемом на довгий час. Тим більше, що Вейшнорія це мрія про нормальну країну — політична сублімація. Це все те хороше, чого зараз немає в Білорусі, — це позитивне її відображення. Думаю, умільці думки, незабаром створять герб і прапор Вейшнорії, напишуть історію Вейшнорії, складуть атлас пам'яток Вейшнорії, почнуть видавати паспорти і гроші цієї країни (як Сіленд або Ужупіс), будуть сидіти і насолоджуватися „вейшнорським“, слухаючи вейшнорську музику. Гра почалася, і чим би не закінчилася вейшнорсько-білоруський конфлікт, Вейшнорія буде жити». |

## Представництво в Інтернеті

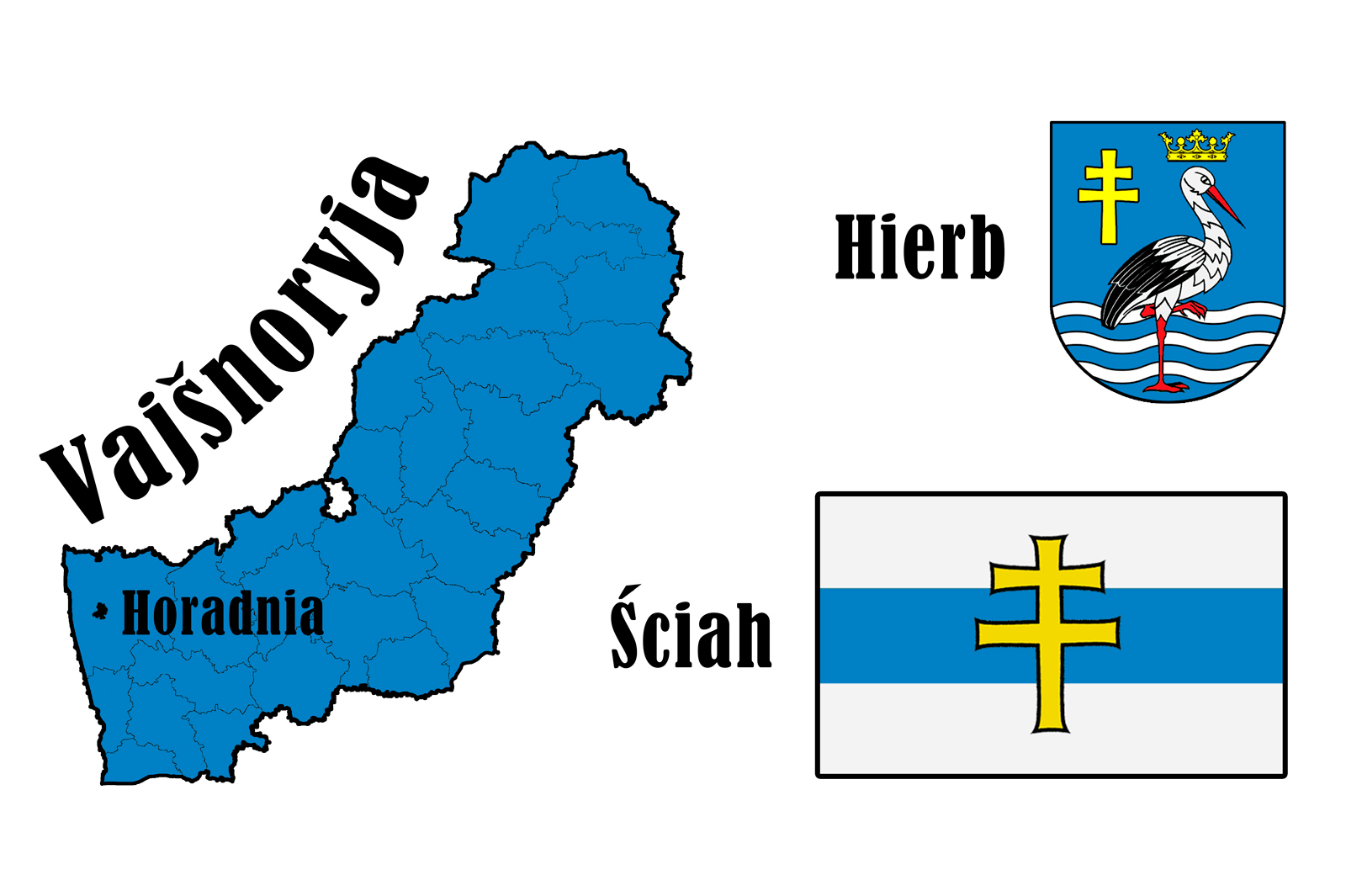
Територія та символіка уявної країни

29 серпня у Твіттері з'явився жартівливий акаунт «МЗС Вейшнорії», в якому публікуються політичні заяви від імені держави. За даними облікового запису, гімном держави є пісня «Гімн Вайшнорыі» гурту «EIZVA». За іншими даними, гі́мном Вейшнорії стала пісня «Нямон» (англ. «Niamon») групи «Стары Ольса» («Stary Olsa»).
Той же акаунт повідомляє, що офіційна резиденція держави знаходяться в Гродно, парламент і уряд (крім міністерства культури) — в Ліді, а культурною столицею Вейшнорії є Сморгонь.
В цей же день відкривається сайт «Генерального консульства Вейшнорії», який приймає заявки на «громадянство» з виготовленням «карти вейшнорця». В жовтні 2017 року всі, хто замовили картку, отримали змогу на цьому ж ресурсі, висунувши свою програму, балотуватися до «Сойму Вейшнорії». Сформований 14.10.2017 за результатами голосування серед зареєстрованих користувачів, «Сойм [Архівовано 21 вересня 2020 у Wayback Machine.]» розпочав першу онлайнову «сесію» 5.03.2018, прийнявши «Конституцію Вейшнорії» та низку «законів». Фактично ресурс є досить функціональною соціальною мережею, що дозволяє координувати різноманітні проекти, активно використовує як розрахунковий засіб білоруський криптоталер і сприяє його просуванню, а з 23 лютого 2018 року взагалі приймає його під свій «патронат». Це дає підстави розглядати Вейшнорію не лише як мем, подібно Сан Ескобару, а й як усталену кібердержаву.
Також є сайт «Національного банку» Вейшнорії, де проводять тестування нових монет номіналом в 1 талер в трьох варіантах. Після тестування нові монети вийшли у варіантах Гродно, Ліда, Сморгонь. Пізніше був випущений четвертий талер із зображенням Тадеуша Костюшка.
12 вересня у Facebook з'явилась сторінка «Генерального консульства» Вейшнорії в Барашах, а пізніше — сторінка «Посольства Вейшнорії в Україні», що позиціонує себе як «офіційне представництво республіки Вейшнорія в українському сегменті Facebook».
29 жовтня 2018 року почав роботу сайт «Вейшнорський вісник», що позиціонує себе як «інформаційний портал, який створюється вейшнорцями спеціально для вейшнорців, на ньому можна ознайомити з останніми новинами молодої онлайн-республіки, залишити свої коментарі, взяти участь в опитуваннях та конкурсах».
19 серпня 2022 року Лідський районний суд Білорусі оголосив соцмережі Вейшнорії екстремістськими матеріалами. Під заборону потрапили сторінки Вейшнорії у Facebook, Instagram, ВКонтакті, Однокласники, аккаунт в TikTok, канал і чат у Telegram, канал у YouTube.